# Roodepoort
Roodepoort este un oraș din provincia Gauteng, Africa de Sud.